# Fremont (Ohio)
Fremont é uma cidade localizada no estado norte-americano de Ohio, no Condado de Sandusky.

## Demografia
Segundo o censo norte-americano de 2000, a sua população era de 17.375 habitantes.
Em 2006, foi estimada uma população de 16.970, um decréscimo de 405 (-2.3%).

## Geografia
De acordo com o United States Census Bureau tem uma área de
20,1 km², dos quais 19,5 km² cobertos por terra e 0,6 km² cobertos por água.

## Localidades na vizinhança
O diagrama seguinte representa as localidades num raio de 16 km ao redor de Fremont.